# Ipex
El IPEX (síndrome de Inmunodeficiencia, poliendocrinopatía, enteropatía, ligado a X) es una enfermedad ligada al cromosoma X por lo que se trasmite por la madre. Generalmente se presenta en bebés masculinos.
El síndrome es un trastorno raro causado por mutaciones en el gen FOXP3 resultando defectuoso el desarrollo de CD4 + CD25 + células T reguladoras que constituyen un importante subgrupo de células T inmunes implicadas en la homeostasis y la protección contra la autoinmunidad. Su deficiencia es el sello distintivo de IPEX y conduce a graves fenómenos autoinmunes incluyendo enteropatía autoinmune, dermatitis, tiroiditis y diabetes tipo 1.
A menudo produce muerte dentro de los 2 primeros años de vida. Además de sus implicaciones clínicas, IPEX ilustra la importancia de las células immunoreguladoras como CD4 + CD25 + células T reguladoras.
El tratamiento se centra en controlar los síntomas con antibióticos y antimicóticos, pueden incluirse terapias inmunosupresoras y, en algunos casos, el trasplante de médula ósea para restablecer la función inmunitaria normal.